# コーチ・ユナイテッド
コーチ・ユナイテッド株式会社 (英名：Coach United Inc.)は、かつて東京都渋谷区に存在した、Webサービスを行っていた企業。

## 概要
2007年1月、外資系消費財メーカー出身の有安伸宏が代表となり設立。
語学・楽器・スポーツなどの個人指導の講師を見つけるWebサービス「プライベートコーチのCyta.jp（咲いた.jp）」を運営。2009年からベータ版をリリースし、2011年6月に正式オープンした。
ユーザーは、登録されたプライベートコーチの中から自分にあった講師を選んで予約し、対面のレッスンを受講することができる。レッスンの日程調整や受講料の支払いなどが全てオンライン上で行える点が特徴。
2018年1月1日、「サイタ（Cyta.jp）」の開発・運営事業を株式会社クラウドワークスに譲渡した上で、親会社のクックパッド株式会社に吸収合併され、解散した。